# 城巴70M線
城巴70M線是城巴經營的一條香港島巴士路線，單向由華貴邨開往金鐘（東），只於平日上午繁忙時間提供服務。

## 歷史
- 1986年1月6日：本線投入服務，在平日早上繁忙時間來往香港仔及金鐘（東），由中華巴士營辦，全程收費$1.70。
- 1993年9月1日：城巴接辦中巴26條路線，70M線為其中一條，與其他25條路線稱為Network 26 新里程。同日起增派空調巴士行走及擴展至星期一至五下午繁忙時間服務。
- 1995年3月27日：配合37M投入服務，本線改為祇於平日早上提供服務。
- 2001年7月3日：本線延長至田灣。
- 2004年12月20日：因43X不繞經香港仔隧道，以本線延至華貴邨代替[1]。
- 2012年7月30日：本線微調由華貴邨開出的班次並大幅縮減由金鐘（東）開出的班次[2]。
- 2013年8月5日：配合城巴77X線投入服務，本線取消所有由金鐘（東）開出的班次[3]。
- 2015年5月17日：本線取消服務[4]。

## 服務時間及班次
華貴邨開：
- 星期一至六：07:05、07:25、07:45、08:05、08:30、08:55

星期日及公眾假期不設服務

## 收費
全程：$4.7
- 舊灣仔警署往金鐘（東）：$3.4

| - 本線設有12歲以下小童及65歲或以上長者半價優惠。 - 65歲或以上香港居民使用「樂悠咭」，以及12歲以下合資格殘疾兒童使用「殘疾人士身份」個人八達通繳付車資，均可享有每程$2.0或半價（以較低者為準）的票價優惠；12至64歲合資格殘疾人士使用「殘疾人士身份」個人八達通（包括「樂悠咭」），以及60至64歲香港居民使用「樂悠咭」繳付車資，均可享有每程$2.0或全費（以較低者為準）的票價優惠。 - 65歲或以上長者如使用長者或一般個人八達通繳付車資，則只可享有半價優惠；12至64歲合資格殘疾人士如不使用「殘疾人士身份」個人八達通，以及60至64歲人士如不使用「樂悠咭」繳付車資，必須繳付全費。 - 乘客可以現金或八達通於上車時付款，不設找續。 - 每位成人乘客可免費攜帶最多兩名4歲以下而不佔座位的兒童乘客乘車，超額之4歲以下小童必須繳付小童車費乘車。 - 九龍巴士、城巴及龍運巴士全職員工及家屬（不包括外判職員）可免費乘搭本路線，惟必須拍職員或職員家屬八達通。 - 乘客亦可使用AlipayHK「易乘碼」、支付寶、WeChatHK／微信支付「搭車碼」、銀聯雲閃付「乘車碼」及BOC Pay「乘車碼」、具有感應式支付功能的VISA、Mastercard及銀聯卡，以及Apple Pay、Google Pay及Samsung Pay流動支付平台繳付車資。使用此支付方式的乘客可享有中途下車之分段收費，以及與其他城巴獨營路線或聯營線城巴班次之轉乘優惠，惟不適用於與非城巴路線之轉乘優惠。乘客亦不能享有「公共交通費用補貼計劃」及「長者及合資格殘疾人士公共交通票價優惠計劃」。 |

## 使用車輛
本線主要使用富豪奧林比安11米（9XX、90XX）／12米（324-329、5XX、6XX）及亞歷山大丹尼士Enviro 500（81XX-84XX）行走。

## 行車路線
經：田灣海旁道、天橋、石排灣道、田灣街、田灣邨公共運輸交匯處、田灣街、田灣山道、石排灣道、香港仔海傍道、湖南街、香港仔巴士總站、香港仔大道、黃竹坑道、香港仔隧道、堅拿道天橋、告士打道、夏愨道、紅棉路支路、金鐘道、添馬街及德立街。

### 沿線車站
| 華貴邨開 | 華貴邨開           | 華貴邨開                 |
| 序號     | 車站名稱           | 位置                     |
| -------- | ------------------ | ------------------------ |
| 1        | 華貴邨             | 華貴邨巴士總站           |
| 2        | 牛奶公司冰廠及冷房 | 田灣海旁道               |
| 3        | 明愛張奧偉國際賓館 | 田灣街                   |
| 4        | 田灣邨             | 田灣邨公共運輸交匯處     |
| 5        | 保良局慧妍雅集書院 | 田灣山道                 |
| 6        | 田灣街             | 石排灣道                 |
| 7        | 香港仔             | 香港仔巴士總站           |
| 8        | 業漁大廈           | 香港仔大道               |
| 9        | 甄沾記大廈         | 黃竹坑道                 |
| 10       | 海洋公園道         | 黃竹坑道                 |
| 11       | 香港仔隧道收費廣場 | 黃竹坑道                 |
| 12       | 舊灣仔警署         | 告士打道                 |
| 13       | 分域街             | 告士打道                 |
| 14       | 海富中心           | 夏慤道                   |
| 15       | 金鐘站             | 金鐘（東）公共運輸交匯處 |

## 第一代中巴70M線
1980年2月12日：配合地鐵修正早期系統通車，中巴70線更改編號為70M，來往金鐘地鐵站及香港仔。同年5月1日，70M延長至石排灣。
1982年3月15日：路線改經香港仔隧道並改為來往香港仔及中環，編號改回70。

## 外部連結
城巴
- 城巴70M線
- 城巴70M線路線圖 （页面存档备份，存于）

其他
- 681巴士總站－城巴70M線 （页面存档备份，存于）